# Benedykt Tyzenhauz
Benedykt Tyzenhauz herbu Bawół – starosta wiłkomierski w latach 1732-1763.
Jako poseł na sejm konwokacyjny 1733 roku z powiatu wiłkomierskiego był członkiem konfederacji generalnej zawiązanej 27 kwietnia 1733 roku na tym sejmie.